# 쿠이
쿠이(말레이어: kuih) 또는 쿠에(싱가포르 영어: kueh)는 말레이시아, 브루나이, 싱가포르, 인도네시아 등 해양 동남아시아의 쌀떡이다. 인도네시아에서는 쿠에(kue)라 부른다.

## 이름
말레이어 "쿠이(kuih)"의 어원은 민난어 "꾸에(kóe/粿)"이다. 동원어로 인도네시아어 "쿠에(kue)"가 있다.

## 종류
크게 프라나칸 쿠이(뇨냐 쿠이)와 말레이 쿠이로 구분할 수 있다.
- 아팜 발릭(apam balik)
- 앙 쿠 쿠이(ang ku kuih)
- 츠위 쿠에(chwee kueh)
- 쿠이 굴룽(kuih gulung)
- 쿠이 라피스(kuih lapis)
- 쿠이 마크무르(kuih makmur)
- 쿠이 바카르(kuih bakar)
- 쿠이 바쿨(kuih bakul)
- 쿠이 바훌루(kuih bahulu)
- 쿠이 빙카 우비(kuih bingka ubi)
- 쿠이 사핏(kuih sapit)
- 쿠이 스리 무카(kuih seri muka)
- 쿠이 아콕(kuih akok)
- 쿠이 온데온데(kuih onde-onde)
- 쿠이 와직(kuih wajik)
- 쿠이 잘라(kuih jala)
- 쿠이 즐루룻(kuih jelurut)
- 쿠이 차라(kuih cara)
- 쿠이 추추르(kuih cucur)
- 쿠이 친친(kuih cincin)
- 쿠이 카리팝(kuih karipap)
- 쿠이 코치(kuih koci)
- 쿠이 크리아(kuih keria)
- 쿠이 탈람(kuih talam)
- 쿠이 탓 나나스(kuih tat nanas)
- 쿠이 트풍 플리타(kuih tepung pelita)
- 쿠이 티람(kuih tiram)
- 쿠이 푸투 피링(kuih putu piring)
- 쿠이 핀자람(kuih pinjaram)
- 파이 티(pie tee)

## 같이 보기
- 쿠에